# Site and services project
Site-and-services-projecten zijn projecten waarbij de overheden van (veelal) ontwikkelingslanden zorgen voor de plekken en voorzieningen en de mensen voor woningen en hun directe woonomgevingen. Dit doet de overheid meestal als oplossingsgerichte aanpak voor de uit te hand lopende urbanisatie.
Migranten die naar de steden trekken komen daar meestal terecht in de sloppenwijken. Op een goedkope en eenvoudige manier verschijnen er optrekjes in allerlei soorten en maten die de eerste woningnood lenigen, maar die voor een langere periode ongeschikt zijn. Als de mensen echter weten dan ze voor langere tijd ergens kunnen wonen, krijgen ze meer vertrouwen in de toekomst en investeren ze ook veel makkelijker in hun huisvesting. Zo breiden ze in de loop van de tijd hun woning uit. Het resultaat is, vaak na een aantal jaren, een complete, eigen woning.